# Пастафарианство
Пастафариа́нство (англ. Pastafarianism), или Це́рковь Лета́ющего Макаро́нного Мо́нстра (англ. Church of the Flying Spaghetti Monster) — пародийная религия, основанная физиком Бобби Хендерсоном, выпускником Университета штата Орегон, в 2005 году в знак протеста против решения департамента образования штата Канзас, требующего ввести в школьный курс концепцию «Разумного замысла» как альтернативу эволюционному учению. В открытом письме на своём веб-сайте Хендерсон возвещает веру в сверхъестественного создателя, похожего на макароны и тефтели — Летающего Макаронного Монстра (ЛММ), и призывает к изучению пастафарианства в школах наряду с другими религиями, тем самым используя аргумент доведение до абсурда.
Название основано на игре слов и ассоциируется с растафарианством и итальянским словом «паста» (итал. pasta), означающим макаронные изделия, а последователи называют себя пастафарианами.
Летающий Макаронный Монстр, пастафарианское божество, был впервые описан в открытом письме, написанном Бобби Хендерсоном в 2005 году в знак протеста против решения Совета по вопросам образования штата Канзас преподавать теорию «Разумного замысла» наравне с теорией эволюции. В этом письме Хендерсон высмеивает креационизм, возвещая веру в Летающего Макаронного Монстра. В том числе, в письме говорится, что всякий раз, когда учёный проводит радиоуглеродный анализ, его божество изменяет результат измерения своей макаронной десницей. Хендерсон утверждает, что его убеждения не менее логичны, чем теория «Разумного замысла», и призывает изучать его теорию наравне с теорией эволюции и теорией «Разумного замысла». После публикации Хендерсоном этого письма на своём сайте Летающий Макаронный Монстр стал символом противостояния обучению теории «Разумного замысла» в обычных школах.
Пастафарианские принципы (часто пародирующие креационизм) представлены на созданном Хендерсоном сайте Пастафарианской Церкви и в написанном им в 2006 году Евангелии Летающего Макаронного Монстра. Центральным является то, что невидимый и неощутимый Летающий Макаронный Монстр создал Вселенную. Пираты почитаются как первые пастафариане. Хендерсон утверждает, что снижение количества пиратов на Земле стало причиной глобального потепления.
Из-за своей популярности пастафарианство часто используется в качестве современного варианта чайника Рассела — аргумента о том, что бремя доказательства лежит на тех, кто теорию выдвинул, а не на тех, кто её опровергает. Пастафарианство критикуется креационистами. Пастафариане были вовлечены в споры с креационистами, например, в округе Полк во Флориде, где они сыграли важную роль в отговаривании школьного совета от принятия новых правил преподавания эволюции.

## История
В январе 2005 года Бобби Хендерсон, тогда ещё двадцатичетырёхлетний выпускник факультета физики Университета штата Орегон, отправил открытое письмо о Летающем Макаронном Монстре в Совет штата Канзас по вопросам образования. Письмо было отправлено ещё до слушаний о преподавании эволюции в качестве аргумента против преподавания «Разумного замысла» наравне с теорией эволюции в школах. Хендерсон, назвав себя «заинтересованным гражданином», представляющим более десяти миллионов других, утверждает, что Вселенная была создана Летающим Макаронным Монстром. В своём письме он отметил:
Я думаю, мы все с нетерпением ждем того момента, когда в школах этим трём теориям будет выделено одинаковое время по всей стране, а в конце концов и во всём мире; треть времени для "Разумного замысла", треть для пастафарианства, треть для логических предположений на основе наблюдаемых доказательств.
Бобби Хендерсон
Согласно словам Хендерсона, поскольку в теории «Разумного замысла» нет однозначной ссылки на создателя, любое существо может им быть, в том числе, Летающий Макаронный Монстр. Хендерсон объяснил: «Для меня религия — не проблема. Проблема — религия под видом науки. Если есть бог и он умный, я бы предположил, что у него есть чувство юмора».
В мае 2005 года, не получив ответа от Совета штата Канзас по вопросам образования, Хендерсон опубликовал своё письмо на своём сайте, вызвав этим широкий общественный резонанс. Вскоре после этого пастафарианство стало интернет-феноменом. Хендерсон опубликовал ответы, полученные им от членов совета. Трое из них, выступавшие против изменения учебных программ, ответили положительно, четвёртый ответил, что «Издеваться над богом — серьёзное преступление». Также Хендерсон опубликовал множество писем с ненавистью, включавшие, в том числе, пожелания смерти. В течение года после отправки открытого письма Хендерсон получил больше 60 тысяч писем, в которых высказываются мнения о ЛММ, из которых, по его словам, «около 95 % были положительными, в то время как в других 5 % ему предрекали ад». За это время сайт набрал десятки миллионов просмотров.

### Интернет-феномен

«Рыбная» эмблема ЛММ, символ Пастафарианской Церкви, был создан на сайте Boing Boing. Пародия на христианский символ Ихтис.

Сайт Бобби Хендерсона и пастафарианство получили большое количество поддержки и внимания. Сатирическая природа аргумента Хендерсона сделала Летающего Макаронного Монстра популярным среди блогеров, а также на сайтах, посвящённых интернет-культуре. Летающий Макаронный Монстр появился на Boing Boing, Something Awful, Абсурдопедии и Fark.com. Более того, возникли Международное сообщество пастафариан и другие фан-сайты. По мере роста осведомлённости общественности о Летающем Макаронном Монстре СМИ обращали на феномен всё больше внимания. Летающий Макаронный Монстр стал символом противостояния с преподаванием теории «Разумного замысла» в государственном образовании. Открытое письмо было напечатано во многих крупных газетах, в том числе в The New York Times, The Washington Post и Chicago Sun-Times, и получило, по мнению одного журналиста, «всемирное внимание прессы». Сам Хендерсон удивился успеху своей идеи, заявив, что он «написал письмо просто для своего собственного развлечения».
В августе 2005 года, в ответ на вызов со стороны читателей, Boing Boing поднял с $250 000 до $1 000 000 призовой фонд «Выдуманной валюты», который будет выплачен любому лицу, которое сумеет доказать эмпирическим путём, что Иисус — не сын Летающего Макаронного Монстра. Это пародирует аналогичную задачу, придуманную младоземельным креационистом Kent Hovind.
По словам Бобби Хендерсона, газетные статьи о пастафарианстве привлекли книгоиздателей; он сказал, что в какой-то момент было одновременно шесть издателей, заинтересованных в Летающем Макаронном Монстре. В ноябре 2005 года Хендерсон получил аванс от Villard за написание Евангелия Летающего Макаронного Монстра.
В ноябре 2005 года Совет штата Канзас по вопросам образования проголосовал за разрешение преподавания критики эволюции, включая преподавание теории «Разумного замысла» как часть стандартов тестирования. 13 февраля 2007 года Совет проголосовал за отмену изменений, принятых в 2005. За последние восемь лет это был пятый случай переписывания стандартов образования в области эволюции.

## Убеждения
С миллионами, если не тысячами,  последователей пастафарианство считается законной религией, и даже его противники — в основном, христианские фундаменталисты признали, что у нашего Бога шары больше.
Хотя Хендерсон заявил, что «единственная догма, которая есть в пастафарианстве — отказ от догм», есть некоторые общие убеждения, принимаемые пастафарианцами. Бобби предложил множество пастафарианских принципов в качестве ответов на распространённые аргументы сторонников теории «Разумного замысла». Эти «каноничные убеждения» представлены Хендерсоном в его письме к Совету по вопросам образования штата Канзас, в Евангелии Летающего Макаронного Монстра и на сайте Бобби Хендерсона, где он называется «пророком». Как правило, они высмеивают креационизм.

### Восемь «Лучше бы ты этого не делал»
Восемь «Лучше бы ты этого не делал» — пастафарианский эквивалент ветхозаветных десяти заповедей. Согласно пастафарианству, они были даны пирату Мосею (пастафарианский эквивалент библейского Моисея) самим Летающим Макаронным Монстром. Изначально их было десять, но две дощечки упали «по дороге с горы Сальса». Сам Мосей называл их «Заповедями» (Commandments), а его пиратская шайка — «Приправами» (Condiments). В этих восьми заповедях, называемых также «Заправками», рассматриваются разные аспекты жизни, от сексуального поведения до приёма пищи. При этом они в большой части являются критикой организованной религии, к примеру шестая из них касается того, что не следует тратить деньги на строительство храмов.
Восемь «Лучше Б Ты Действительно Этого Не Делал»:

1. Лучше бы ты не вёл себя как самовлюблённый осёл и святоша, когда проповедуешь Мою макаронную благодать. Если другие люди не верят в Меня, в этом нет ничего страшного. Я не настолько самовлюблён, честно. Кроме того, речь идёт не об этих людях, так что не будем отвлекаться.
2. Лучше бы ты не оправдывал Моим именем угнетение, порабощение, шинкование или экономическую эксплуатацию других, ну и сам понимаешь, вообще мерзкое отношение к окружающим. Я не требую жертв, чистота обязательна для питьевой воды, а не для людей.
3. Лучше бы ты не судил людей по их внешнему виду, одежде, или по тому, как они говорят. Веди себя хорошо, ладно? Ах да, и вбей это в свою тупую башку: Женщина — это личность. Мужчина — это личность. А зануда — это всегда зануда. Никто из людей не лучше других, за исключением умения модно одеваться — извини уж, но Я одарил в этом смысле только женщин и лишь кое-кого из парней — тех, кто отличает пурпурный от пунцового.
4. Лучше бы ты не позволял себе действий, неприемлемых для тебя самого или твоего добровольного и искреннего партнёра (достигшего допустимого возраста и душевной зрелости). Всем несогласным предлагаю идти лесом, если только они не считают это оскорбительным. В таком случае они могут для разнообразия выключить телевизор и пойти прогуляться.
5. Лучше бы ты не боролся с фанатическими, женоненавистническими и другими злобными идеями окружающих на пустой желудок. Поешь, а потом иди к этим сволочам.
6. Лучше бы ты не тратил уйму денег на постройку церквей, храмов, мечетей, усыпальниц во имя прославления Моей макаронной благодати, ведь эти деньги лучше потратить — выбирай, на что:
  - на прекращение бедности
  - на излечение болезней
  - на мирную жизнь, страстную любовь, и снижение стоимости Интернета. Пускай Я и сложноуглеводное всеведущее создание, но Я люблю простые радости жизни. Кому, как не мне знать? Ведь это Я всё создал.

7. Лучше бы ты не рассказывал всем окружающим, как Я говорил с тобой. Ты не настолько всем интересен. Хватит думать только о себе. И помни, что Я попросил тебя любить своего ближнего, неужели не дошло?
8. Лучше бы ты не поступал с другими так, как хочешь, чтобы поступили с тобой, если речь заходит об огромном количестве латекса или вазелина. Но если другому человеку это тоже нравится, то (следуя четвёртой заповеди) делай это, снимай на фото, только ради всего святого — надевай презерватив! Ведь это всего лишь кусок резины. Если бы Я не хотел, чтобы ты получал удовольствие от самого процесса, Я бы предусмотрел шипы или ещё что-нибудь в этом роде.

### Создание мира
Центральным в пастафарианской теории создания мира является то, что Летающий Макаронный Монстр создал Вселенную «после сильного алкогольного опьянения». В соответствии с этими убеждениями причиной порочности Земли стало опьянение Монстра. Кроме того, согласно пастафарианству, все доказательства эволюции были намеренно подстроены Летающим Макаронным Монстром, чтобы проверить веру пастафариан (пародия на некоторые объяснения противоречий между Библией и наблюдаемым миром). Когда учёный проводит радиоуглеродный анализ, Летающий Макаронный Монстр «изменяет результаты измерений своей Макаронной Десницей».

### Загробная жизнь
Пастафарианский рай включает пивной вулкан и фабрику стриптиза. Пастафарианский ад, если он существует, аналогичен, за исключением того, что пиво может быть старым, а стриптизёрши могут быть заражены венерическими заболеваниями.

### Пираты и глобальное потепление

Влияние количества пиратов на глобальное потепление

Согласно пастафарианской системе верований, пираты — «абсолютно божественные создания» и первые пастафариане. По мнению пастафариан, представление пиратов в качестве «воров и изгоев» — дезинформация, распространённая христианскими теологами в Средние века и кришнаитами. Пастафариане верят, что пираты были «миролюбивыми исследователями и распространителями доброй воли», раздававшими конфеты маленьким детям, добавляя, что современные пираты ни в коей мере не похожи на «весёлых пиратов прошлого». Кроме того, пастафариане верят, что за загадочные крушения и исчезновения кораблей и самолётов в Бермудском треугольнике несут ответственность призраки пиратов. 19 сентября пастафариане отмечают Международный пиратский день.
Включение пиратов в пастафарианство было частью письма Бобби Хендерсона Совету по вопросам образования штата Канзас, иллюстрирующей, что корреляция не обязательно означает причинно-следственную связь. Хендерсон представил такой аргумент: «глобальное потепление, землетрясения, ураганы и другие стихийные бедствия являются прямым следствием сокращения числа пиратов с XIX века». Заведомо вводит в заблуждение график, сопровождающий письмо (с насмешливо неупорядоченными номерами по оси абсцисс), демонстрирующий одновременное с сокращением количества пиратов увеличение глобальной температуры. Это пародирует слова некоторых религиозных групп, заявляющих, что стихийные бедствия, голод и войны происходят из-за отсутствия поклонения их божеству. В 2008 году Хендерсон интерпретировал растущую деятельность пиратов в Аденском заливе в качестве дополнительной поддержки его теории, указывая на то, что в Сомали «наибольшее количество пиратов и самые низкие выбросы углерода в мире».

### Праздники

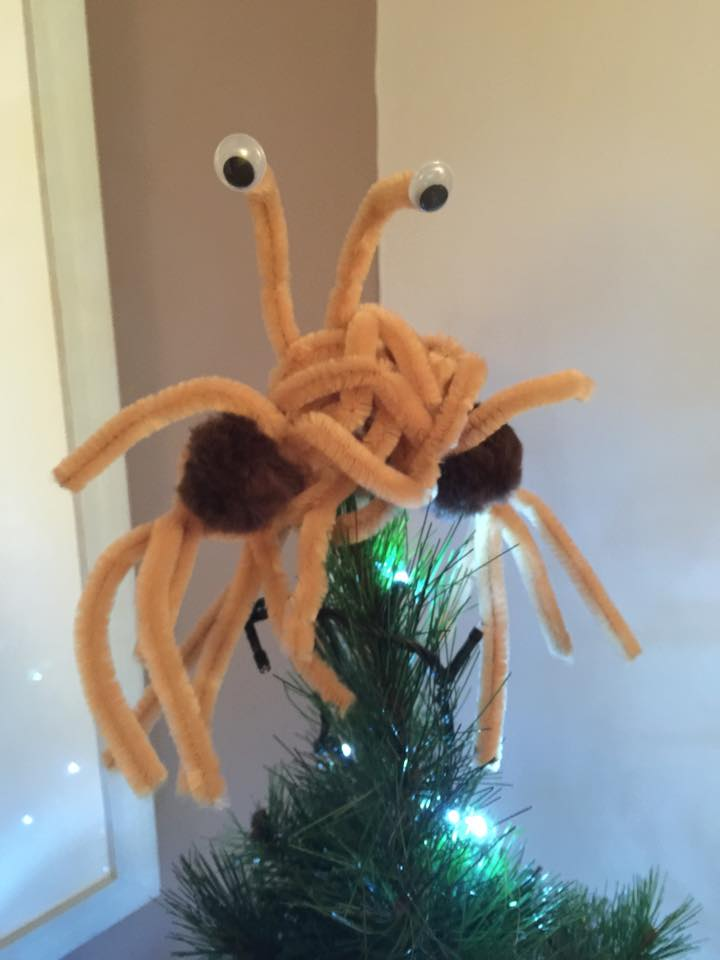
Альтернативная ёлка ручной работы для пастафариан

Пастафарианские убеждения проявляются в ненавязчивых религиозных обрядах. Каждую пятницу пастафариане празднуют как святой день. Молитвы заканчиваются заключительным словом «РАминь» (или «Раминь», «РА(а)мен»), составленным из «Аминь» («Amen») и «Рамэн» (японское блюдо с пшеничной лапшой).
Примерно во время Рождества, Хануки и Кванзы пастафариане празднуют нечётко определённый праздник под названием «Праздник». У Праздника нет конкретной даты празднования. Так как пастафариане отвергают догмы, не существует конкретных требований по празднованию Праздника. Пастафариане могут отмечать Праздник в любой форме, в которой захотят. Также пастафариане отмечают Пастху (англ. «Pastover») как пародию на Пасху и Песах, а также «Рамендан» как пародию на мусульманский Рамадан.
Пастафариане истолковывают использование «Счастливых Праздников» вместо более традиционных поздравлений (вроде «Счастливого Рождества») как поддержку пастафарианства. В декабре 2005 года Белый дом разослал рождественские открытки, содержащие поздравление с «сезоном праздников» (англ. holiday season), после чего Бобби Хендерсон написал президенту письмо с благодарностью, содержащее, в том числе, «рыбную» эмблему Летающего Макаронного Монстра для лимузина или самолёта Буша. Также Хендерсон поблагодарил Walmart за использование этой фразы.

### Отношение к гомосексуальности
В пастафарианстве официально закреплено лояльное отношение к гомосексуальности и однополым бракам.

## Книги

### Евангелие Летающего Макаронного Монстра
В декабре 2005 года Бобби Хендерсон получил аванс в размере $80000 от Villard на написание Евангелия от Летающего Макаронного Монстра. Хендерсон сказал, что планирует потратить доходы от книги на постройку пиратского корабля, с помощью которого он будет распространять пастафарианство. Книга была выпущена 28 марта 2006 года, она уточняет пастафарианскую систему верований. Хендерсон использует сатиру, чтобы изложить воспринимаемые недостатки эволюционной биологии и обсуждает историю и образ жизни с точки зрения пастафарианства. Евангелие призывает читателей попробовать пастафарианство в течение 30 дней, говоря, что «если мы вам не понравимся, ваша старая религия, скорее всего, примет вас обратно». Бобби Хендерсон написал на своём сайте, что было продано более 100 000 копий книг.
Scientific American назвал Евангелие «очень забавным» и «сложной пародией теории „Разумного замысла“». В 2006 году оно было номинировано на премию Quill Award в категории «Юмор», но не стало победителем. Уэйн Аллен Бреннер из The Austin Chronicle охарактеризовал книгу как «необходимый кусочек юмора в чрезмерно серьёзном бою между наукой и суеверием». Саймон Сингх из The Daily Telegraph пишет, что Евангелие «может быть немного повторяющееся… но в целом, это блестящая, провокационная, остроумная и важная книжная жемчужина».
Кейси Ласкин из Discovery Institute, который выступает за теорию «Разумного замысла», назвал Евангелие «издевательством над христианским Новым Заветом».

### Свободный Канон
В сентябре 2005, перед тем как Хендерсон получил аванс за написание Евангелия Летающего Макаронного Монстра, член пастафарианского форума, на сайте Бобби Venganza.org известный как Solipsy, объявил о начале сбора текстов других пастафариан для сбора их в Свободный Канон, Священную Книгу Церкви Летающего Макаронного Монстра, по сути, аналогичный Библии. Книга была закончена в 2010 году и стала доступна для скачивания.
Некоторые выдержки из Свободного Канона:
Я Летающий Макаронный Монстр. Да не будет у тебя других монстров прежде Меня. (А потом ОК; просто предохраняйся.) Единственный монстр, заслуживающий капитализации — Я! Другие монстры — ложные монстры, не заслуживающие капитализации.
Указания 1:1
«Так как вы сделали работу на половину задницы, вы получите половину осла!» Великий Пират Соломон схватил церемониальный ятаган и рассёк оставшегося осла на две части.
Бездельники 1:51–52

## Влияние

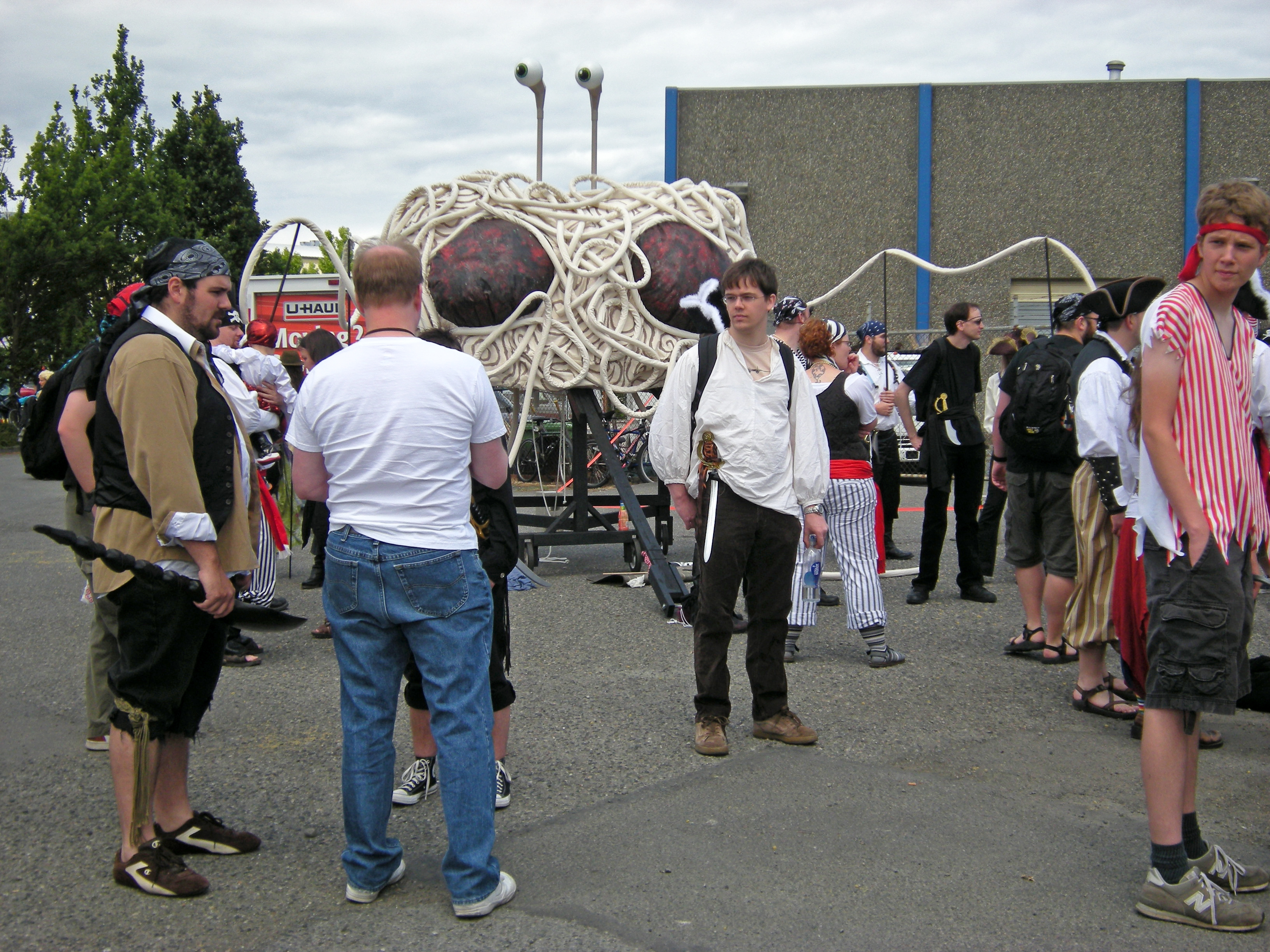
Пастафариане готовятся к Параду Летнего Солнцестояния 2009 года в Сиэтле.

### Как культурный феномен
Церковь Летающего Макаронного Монстра состоит из миллионов последователей, преимущественно являющихся обитателями кампусов, принадлежащих колледжам и вузам в Северной Америке и Европе. По мнению Associated Press, сайт Хендерсона стал «своего рода кибер-кулером для противников теории „Разумного замысла“». На нём посетители могли следить за встречами одетых по-пиратски пастафариан, продавать безделушки и наклейки для бампера и просматривать фотографии «видений» Летающего Макаронного Монстра.
В августе 2005 года шведский концепт-дизайнер Niklas Jansson создал адаптацию картины Микеланджело Сотворение Адама, наложив изображение Летающего Макаронного Монстра на бога. Она стала стандартным изображением Летающего Макаронного Монстра. В декабре 2006 года Hunger Artists Theatre Company подготовили комедию, названную Праздничное театрализованное представление о Летающем Макаронном Монстре, подробно описывающую Пастафарианскую историю. Позже появился сиквел, названный Святая Кружка Грога Летающего Макаронного Монстра, выпущенный в декабре 2008. Эта коммунальная деятельность привлекла внимание трёх религиоведов Университета штата Флорида, которые собрали группу для обсуждения пастафарианства на встрече Американской Академии Религии 2007 года.

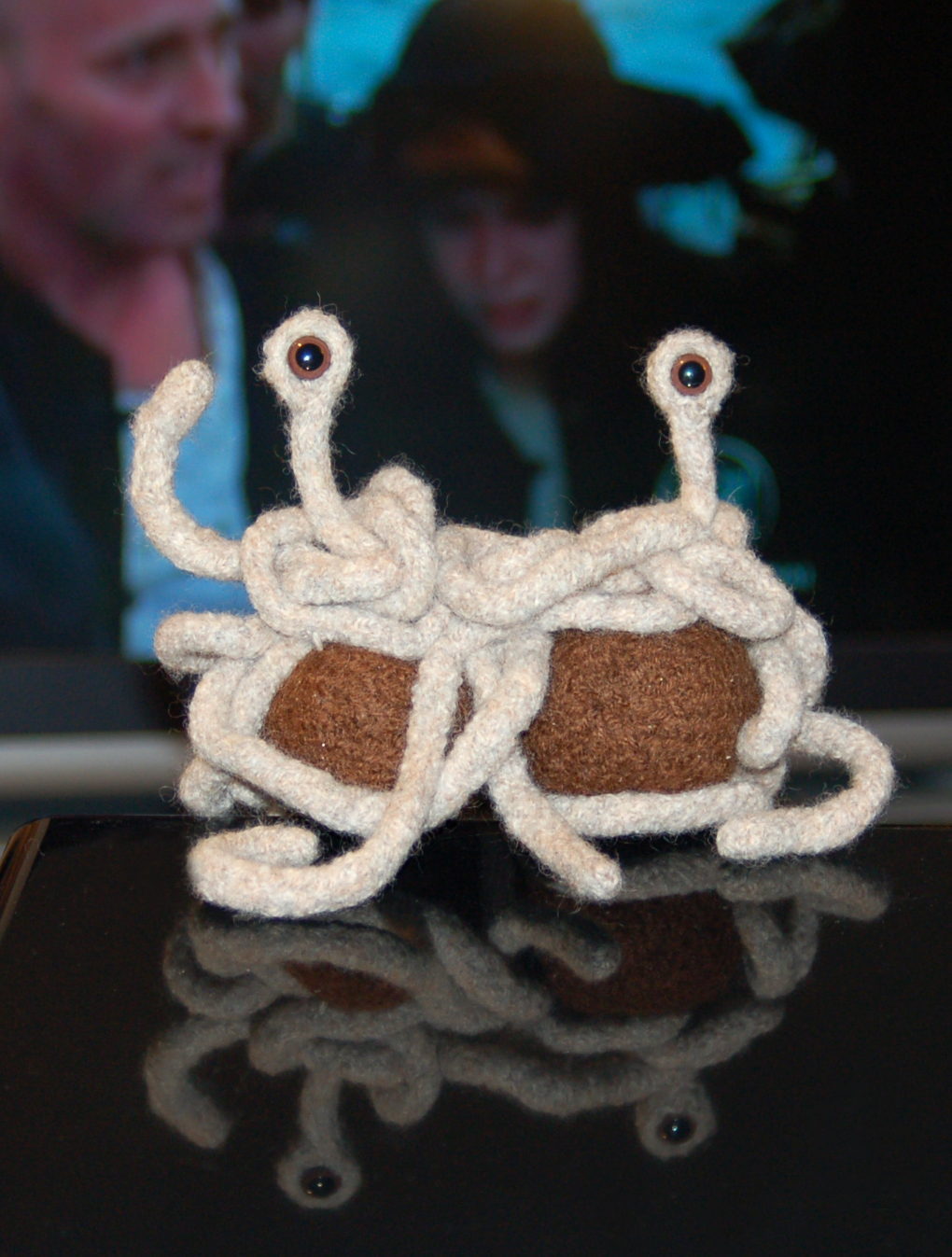
Летающий Макаронный Монстр ручной работы

В ноябре 2007 года четыре обсуждения Летающего Макаронного Монстра были отправлены на ежегодную встречу Американской Академии Религии в Сан-Диего. Элементы обсуждений с такими названиями, как «Святая Паста и Аутентичный соус: Беспорядочные Последствия Пастафарианства для теоретизирования религии» были рассмотрены группой учёных в качестве необходимых для составления религии. Выступающие поинтересовались, может ли «Анти-религия вроде пастафарианства быть действительно религией». Разговоры были основаны на тексте «Эволюционные споры и Сторона Пасты: Летающий Макаронный Монстр и Подрывная Функция Религиозной Пародии», опубликованном в «GOLEM Journal of Religion and Monsters». Аудиторией этого обсуждения стали 100 из более чем 9000 участников конференции, организаторы которой получили критические электронные письма от христиан, обиженных им.
С октября 2008 года местное отделение Пастафарианской Церкви стало спонсировать ежегодный съезд Skepticon в кампусе Университета штата Миссури. Атеисты и скептики разговаривают на разные темы и проводят дебаты с христианскими экспертами. Организаторы рекламируют событие как «большее собрание атеистов на Среднем Западе».
Родившийся в Молдавии поэт, писатель-фантаст и культуролог Igor Ursenco назвал свою книгу Летающий Макаронный Монстр (стихотворения-триллеры).
На некоммерческом сайте Kiva, занимающемся микрофинансированием, группа пастафариан выдала больше кредитов, чем остальные «религиозные общины». Девиз группы — «Thou shalt share, that none may seek without funding», намёк на фразу из Свободного Канона «Thou shalt share, that none may seek without finding». По состоянию на 25 сентября 2016 года они потратили более $3,190,000 на кредиты.
Bathyphysa conifera, сифонофора, был назван «Летающим Макаронным Монстром» — ссылка на ЛММ.

### Использование в религиозных спорах
Благодаря своей популярности и освещению в СМИ, Летающий Макаронный Монстр часто используется в качестве современной версии Чайника Рассела. Сторонники утверждают, что, поскольку существование невидимого и неощутимого Летающего Макаронного Монстра аналогично другим сверхъестественным существам и не может быть фальсифицировано, он демонстрирует, что бремя доказательства лежит на тех, кто делает утверждение о существовании таких существ. Ричард Докинз объясняет, «Ответственность лежит на тех, кто что-то утверждает; я хочу верить в Бога, Летающего Макаронного Монстра, фей и так далее. Мы не должны опровергать всё это». Кроме того, по словам Lance Gharavi, редактора The Journal of Religion and Theater, любая точка зрения о создателе мира настолько же правдоподобная, как о Летающем Макаронном Монстре. Аналогичное рассуждение обсуждается в таких книгах, как Бог как иллюзия.
В декабре 2007 года Пастафарианская церковь в округе Полк, штат Флорида, начала отговаривать Школьный Совет от принятия новых стандартов науки в области эволюции. Вопрос был поднят после того, как пятеро из семи членов Совета заявили о том, что придерживаются теории «Разумного замысла». Противники этого, назвавшие себя пастафарианами, написали электронное письмо Школьному Совету округа, в котором потребовали предоставить пастафарианству столько же учебного времени. Член Совета Маргарит Лофтон, поддерживающая теорию «Разумного замысла», отклонила письмо как смешное и обидное, заявив, что «они сделали нас посмешищем мира». Лофтон позже заявила, что ей не был интересен союз с пастафарианами или кем-либо другим, критикующим теорию «Разумного замысла». По мере развития спора, учёные выразили своё несогласие со сторонниками теории «Разумного замысла». В ответ на надежду на новый факультет «прикладной науки» в Университете Южной Флориды в Лейкленде, вице-президент университета Маршелл Гудмен выразил удивление, заявив, что, «[теория "Разумного замысла"] не наука. Вы не можете назвать это даже лженаукой». В то время недовольная этим результатом Лофтон решила не подавать в отставку из-за этого вопроса. Она и другие члены Совета выразили желание вернуться к ежедневной работе.

## Юридические баталии
Пастафариане использовали заявляемую веру в качестве способа отстаивания свободы мировоззрения и противостояния дискриминации правительствами людей, которые не следуют навязываемым религиям.

### Браки
Пастафарианская церковь проводит свадьбы для атеистов в странах, в которых это могут делать только священнослужители. Пастафариане утверждают, что разделение церкви и государства не позволяет правительству признавать одно вероисповедание обоснованным, а другое — нет. В ноябре 2014 года Родни Майкл Роджерс и «Атеисты за права человека» Миннеаполиса обратились в суд с иском к округу Вашингтон (Миннесота) о дискриминации атеистов и требованием предоставить право Церкви Летающего Макаронного Монстра проводить бракосочетания, которые признавались бы наравне с браками, заключёнными другими церквями. Правовым обоснованием требований послужили Положение о равной защите четырнадцатой поправки к Конституции США и Положения о свободе слова первой поправки. За несколько дней до судебного слушания округ Вашингтон изменил свои правила, позволив Роджерсу совершать бракосочетания. Это действие было совершено с целью избежать юрисдикции суда по рассмотрению основного требования. 13 мая 2015 года Федеральный окружной суд судебного округа Миннесота прекратил производство по иску в связи с отсутствием оснований для применения судебной защиты (доктрина mootness).

### Свобода слова
В марте 2007 года Брайан Киллиан, школьник из округа Банкомб, Северная Каролина, был отчислен из школы за ношение «пиратских регалий», которые, как он сказал, были частью его пастафарианской веры. Киллиан протестовал против этого, говоря, что это нарушает его религиозную свободу и свободу самовыражения, описанные в Первой поправке к Конституции США. Он сказал, что «если я во что-то верю, независимо от того, как глупо это звучит, я должен иметь возможность выразить себя».

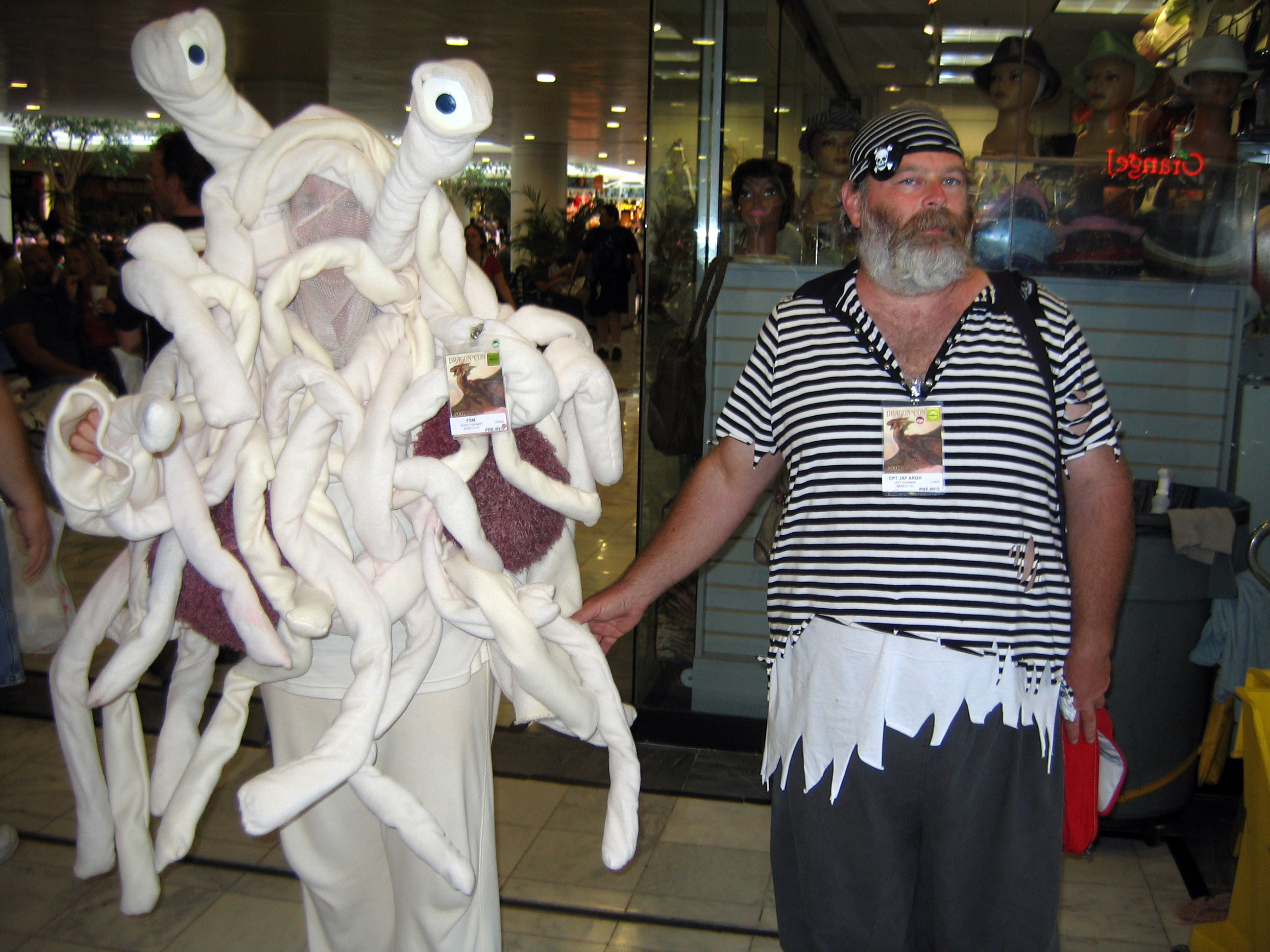
Пастафарианин в пиратском костюме

В марте 2008 пастафариане из Кроссвилла, штат Теннесси получили разрешение разместить статую Летающего Макаронного Монстра на газоне перед зданием суда. Она вызвала огромный интерес у жителей США, статьи о ней появились во многих газетах и сайтах. Позже статуя была убрана вместе с другими после споров по поводу этого памятника. В декабре 2011 года пастафарианство стало одной из конфессий, получивших одинаковый доступ к размещению праздничных вывесок на здании окружного суда Лаудона в Лизбурге, штат Виргиния.
В 2012 году Трейси Макферсон от имени пенсильванских пастафариан обратился к комиссарам пенсильванского округа Честер, чтобы позволить представить там Летающего Макаронного Монстра наравне с иудейской ханукией и христианской сценой рождения Христа. Один комиссар заявил, что должны быть представлены либо все религии, либо ни одной, но остальные комиссары его не поддержали, и предложение было отклонено. Другой комиссар отметил, что это заявление получило больше внимания, чем он когда-либо видел.
21 сентября 2012 года пастафарианин Джоргос Луизос был задержан в Греции по обвинению в богохульстве и оскорблении религии путём создания на Facebook сатирической страницы, названной «Elder Pastitsios» (старец Pastitsios), основанной на личности известного греческого православного монаха (к настоящему времени умершего) Elder Paisios (старец Paisios), на которой его имя и лицо были заменены на pastitsio — местное блюдо из макарон и соуса béchamel. Дело дошло до греческого парламента, вызвало широкий общественный резонанс и создало сильную политическую реакцию на арест.
17 августа 2013 года в России пастафариане попытались провести «Пастный ход» — шествие по центральным улицам российских городов для «радостного прославления спагетти и тефтелей». В Петербурге, по Невскому проспекту, поедая макароны, в костюмах пиратов и с дуршлагами на головах, прошли около полусотни пастафариан. Акция прошла без задержаний. Мэрия Москвы отказалась согласовать маршрут шествия по Старому Арбату и Бульварному кольцу. Тем не менее, пастафариане попытались провести шествие, которое было разогнано ОМОНом после того, как «православный активист» Дмитрий «Энтео» Цорионов и участники движения «Божья воля» обрызгали пастафариан кетчупом и вызвали полицию. Были задержаны восемь человек, пришедшие с пачками макарон и дуршлагами. «Уцелевшие» пастафариане отправились в Сад «Эрмитаж». После составления протоколов по статье 20.2 КоАП (нарушение правил проведения публичного мероприятия) все задержанные были освобождены. Одного из пастафариан обвинили в том что он «выкрикивал лозунг „Монстр макаронный!“, привлекая внимание граждан и СМИ». Другого обвинили в том что он декламировал стихи «Гордимся инженерами коллайдера адронного, ибо крепко верим мы в Монстра Макаронного!». Пастафарианцы, облитые кетчупом, в свою очередь сами обратились в полицию.
В феврале 2014 года профсоюзные чиновники в Лондонском университете Саут Бэнк запретили группе атеистов показывать на студенческой конференции плакаты с Летающим Макаронном Монстром, а позже запретили группе доступ к ней, что привело к жалобам на вмешательство в свободу слова. Студенческий союз впоследствии извинился.
В ноябре 2014 года в Темплине наряду с протестантами и католиками пастафариане получили право вывешивать дорожные указатели, направляющие к месту их пятничных собраний — паста-месса (нем. Nudelmesse). Однако в 2016 году суд Федеральной земли Бранденбург отказал пастафарианам в этом праве.

### Головные уборы на фотографиях для документов

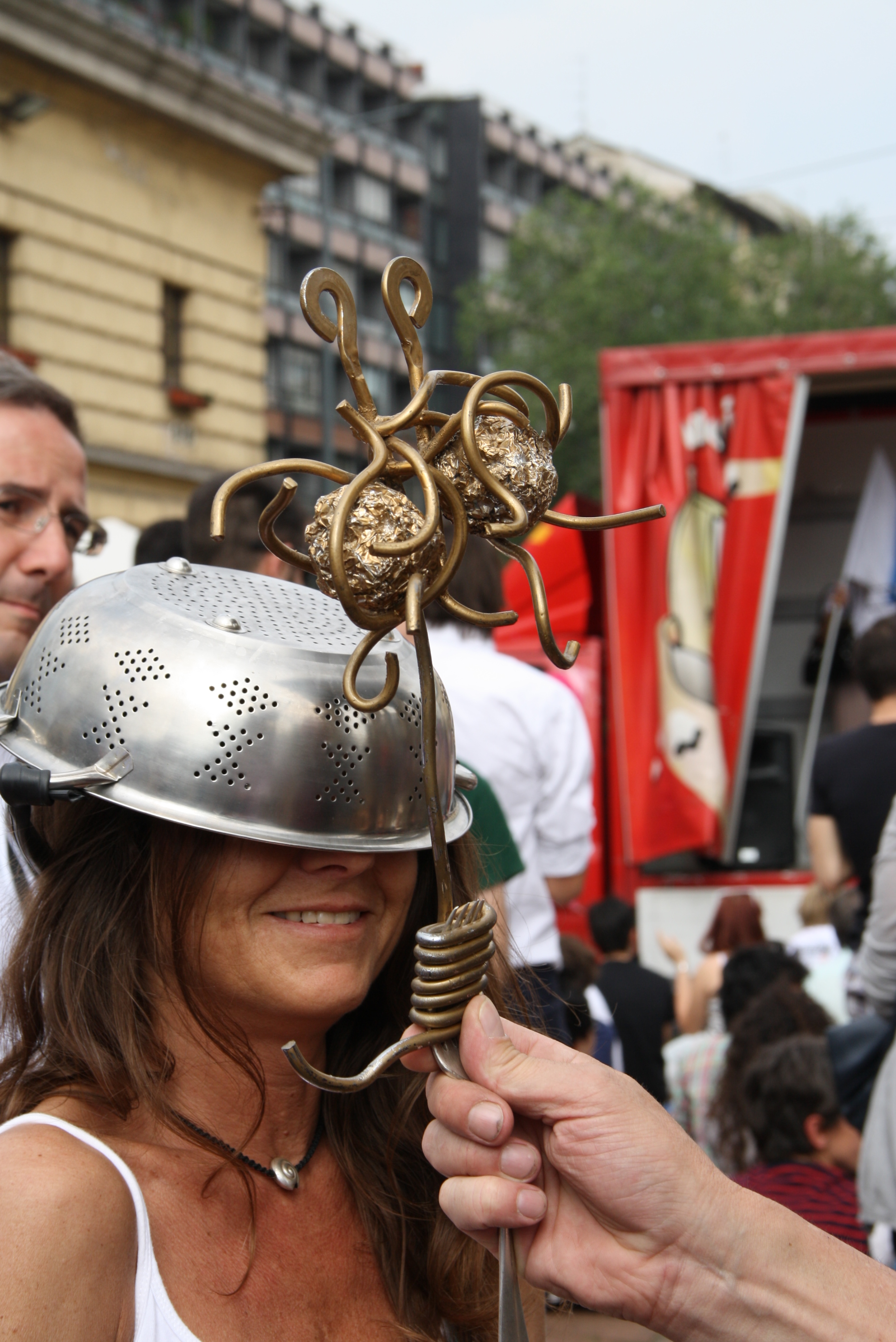
Женщина носит дуршлаг как пастафарианский головной убор

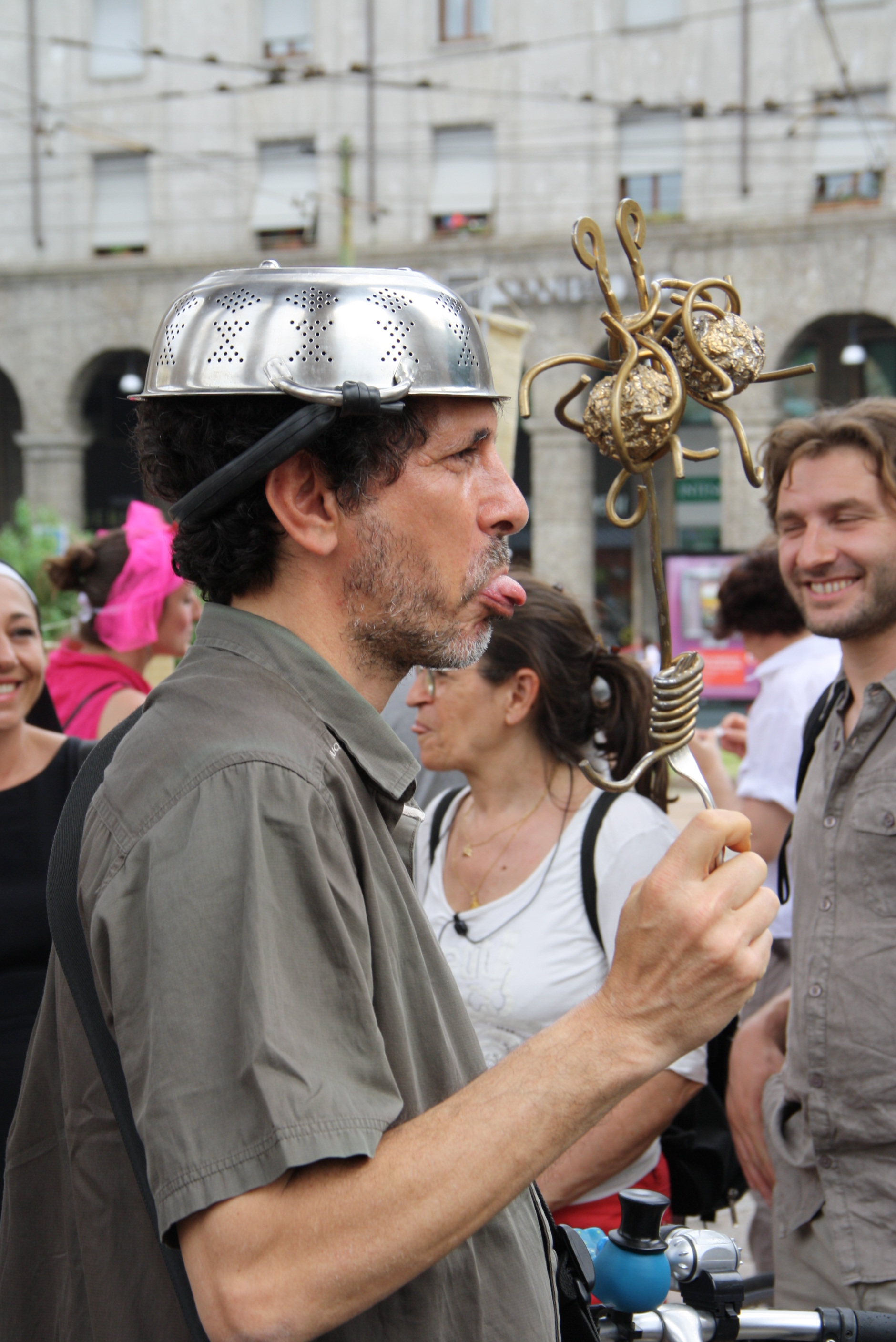
Пастафарианин в дуршлаге на митинге с миниатюрным Летающим Макаронным Монстром

В июле 2011 года австрийский пастафарианин Нико Альм после трёх лет прохождения разных экспертиз получил право сфотографироваться на водительское удостоверение с дуршлагом на голове. Эта идея у него возникла после прочтения того, что австрийские законы позволяют фотографироваться на права в головном уборе, только если его носят по религиозным причинам.
В феврале 2013 года Комиссия по автомобильному транспорту Нью-Джерси отказала пастафарианину Аарону Уильямсу в праве сфотографироваться на водительское удостоверение с дуршлагом на голове, объяснив это тем, что дуршлага нет в списке утверждённых головных уборов.
В марте 2013 года фотографии Алайна Граулуса с дуршлагом на голове на бельгийский паспорт были отклонены местной и национальной администрациями.
В июле 2013 года в Чехии член Чешской пиратской партии Лукаш Новый из города Брно получил разрешение сфотографироваться на удостоверение личности с дуршлагом на голове. Представитель мэрии Брно объяснил, что «Использование [этого фото] соблюдает законы… по которым использование [на официальных фотографиях] головных уборов по религиозным или медицинским причинам допускается, если они не скрывают лицо».
В августе 2013 года студент Техасского технологического университета Эдди Кастилло получил разрешение сфотографироваться на водительское удостоверение в дуршлаге. Он сказал: «можно подумать, что это — какая-то шалость студента колледжа, но тысячи людей, включая меня, рассматривают это как важное политическое и религиозное событие для атеистов во всём мире».
В январе 2014 года Кристофер Шеффер, член городского совета города Помфрет, округ Шатокуа, штат Нью-Йорк, в дуршлаге принял присягу.
В ноябре 2014 года бывшей порнозвезде Азии Каррера Департамент Автотранспортных средств Хуррикана, штат Юта, выдал фотографию на документы в традиционном пастафарианском головном уборе. Директор Отдела Водительских Удостоверений штата Юта сказал, что за последние годы около десятка пастафариан в других штатах уже получили водительские права с аналогичными фотографиями в дуршлагах.
В ноябре 2015 жительнице штата Массачусетс Линдси Миллер было разрешено получить водительское удостоверение с её фотографией в дуршлаге после того, как она рассказала о своих религиозных убеждениях. Миллер, проживающая в Лоуэлле, заявила, что она «восторгается историей и историями» пастафариан, веб-сайт которых существовал в тайне сотни лет и стал мейнстримом в 2005 году.
9 января 2016 года россиянин Андрей Филин стал пятым в мире пастафарианином, добившимся права сфотографироваться на водительское удостоверение с дуршлагом на голове. Он объяснил сотрудникам полиции, что является членом Русской пастафарианской церкви Макаронного пастриархата, поэтому «священный дуршлаг» является неотъемлемым религиозным атрибутом, который он обязан всегда носить на голове. Согласно установленным ГИБДД требованиям к оформлению водительского удостоверения головной убор допускается в том случае, если человек не может его снять перед посторонними по религиозным убеждениям. Его фотографию в дуршлаге в ГИБДД обрезали так, что ручка стала почти не видна, из-за чего дуршлаг на фотографии выглядит как простая шапка. Вскоре после того, как Филин выложил фотографию с водительскими правами на своей странице в Твиттере, пресс-служба столичного УГИБДД заявила о проведении служебной проверки по факту выдачи водительского удостоверения пастафарианину. В свою очередь заместитель начальника ГИБДД России Владимир Кузин отметил: «В следующий раз его остановят, и если он будет без дуршлага на голове, изымут права. Потому что фотография будет не соответствовать действительности. Пусть он носит теперь дуршлаг постоянно с собой».
Некоторые источники сообщают, что дуршлаг был признан австрийскими властями как религиозный головной убор пародийной религии, пастафарианства в 2011. Это опровергли австрийские власти, сказав, что по религиозным мотивам не может быть предоставлено разрешение сфотографироваться на паспорт в головном уборе. Чехия признала дуршлаг религиозным головным убором в 2013 году.
Некоторые протестующие-антиклерикалы, говоря, что верят в Летающего Макаронного Монстра, носили дуршлаги на площади Piazza XXIV Maggio в Милане, Италия 2 Июня 2012 года.

## Пастафарианство в России
Русская пастафарианская церковь (Русская пастафарианская церковь Макаронного пастриархата, РПЦ, РПЦ МП) уведомила орган местного самоуправления в Москве (Администрацию муниципального округа Хорошёво-Мнёвники в городе Москве) о создании религиозной группы «Русская пастафарианская церковь» 12 июля 2013 года.
По состоянию на 17 марта 2014 года, в РФ уведомления зарегистрировали 29 пастафарианских религиозных групп.
Русскую пастафарианскую церковь возглавляют пастриарх и общность, именуемая «Священный дуршлаг», в составе 10 человек, в которую входят в том числе второй пастриарх Хусама Паста (Амирджан Хусаинов) и первый пастриарх Кама Паста Первый (Вадим Камашев).
15 ноября 2013 года пастриарх Кама Паста I издал энциклику о введении ротации поста главы Русской пастафарианской церкви и на основании решения Священного Дуршлага назначил своим преемником бывшего Епископа Домодедовского Амирджана. Второй Пастриарх РПЦ взял себе церковное имя Хусама Паста II (или просто Ху). Третьим Пастриархом в ноябре 2014 назначен Пюра Паста III (Юрий Пеков), четвёртым в конце июля 2016 — Сама Паста IV (Михаил Самин), пятым в июле 2019 — Шима Паста V (Александр Шиманов). C 17 июля 2020 года Русскую пастафарианскую церковь возглавляет пастриарх Мант Паста VI. С 13 января 2023 года главой РПЦ МП стала Лахти Паста VII.
В октябре 2016 года в Нижнем Новгороде была зарегистрирована религиозная группа «Церковь летающего макаронного монстра» с указанием места проведения богослужений и религиозных обрядов.
В 2017 году российское отделение Пастафарианства признало Александра Невзорова своим первым «святым».

## Оценки
Австралийский религиовед и историк религии Кэрол Кьюсак считает, что пастафарианство является искусственно образованной религией (англ. invented religion), одной из трёх основных на начало третьего тысячелетия, наряду с джедаизмом и матриксизмом.
Религиовед Джордж Крайссайдс отмечает, что хотя сам Хендерсон не относит себя к атеистам и только выступает против учения о «Разумном замысле», тем не менее многие пастафариане используют образ Летающего макаронного монстра как промежуточную ступень на пути к атеизму и агностицизму и как средство высмеивания религии. Кроме того, Крайссайдс указывает на то, что, например, «Церковь Летающего макаронного монстра штата Миссури», начиная с 2008 года, является спонсором крупнейшего на Среднем Западе и одного из крупнейших в США объединений атеистов и скептиков Skepticon.

По словам Джастина Поупа (Justin Pope) из Associated Press, 
Между строками смысл письма был такой: нет более научной основы для теории «Разумного замысла», чем у идеи о том, что всеведущее существо, сделанное из макарон, создало Вселенную. Если сторонники «Разумного замысла» могут потребовать равное время преподавания с наукой, почему бы так не может сделать кто-то другой? Единственное разумное решение — не вставлять никаких дополнительных наук в школьную программу.

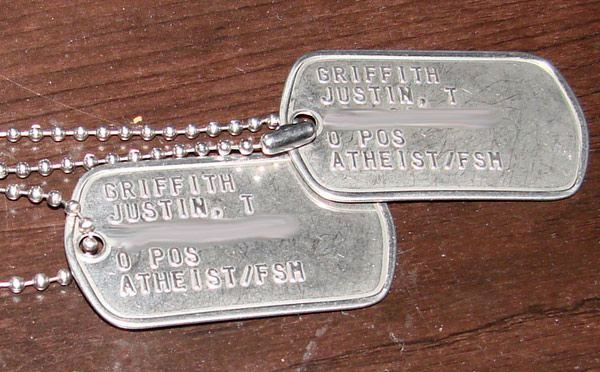
Идентификационный медальон армии США с надписью «Atheist/FSM», описывающей религию/убеждения военнослужащего

Джастин Поуп назвал пастафарианство «умным и эффективным аргументом». Саймон Сингх из Daily Telegraph описал пастафарианство как «мастерский способ подчеркнуть абсурдность теории „Разумного замысла“» и поаплодировал Хендерсону за «оживление защиты науки и рациональности». Сара Боксер из New York Times сказала, что у Хендерсона «есть ум [, и он] на его стороне». В дополнение, Летающий Макаронный Монстр был упомянут в примечании к статье Harvard Civil Rights-Civil Liberties Law Review как пример эволюции «входящего в борьбу в популярной культуре», которую автор считает необходимым для превалирования теории эволюции над теорией «Разумного замысла». Абстрактный текст Эволюционные Споры и Сторона Пасты: Летающий Макаронный Монстр и Подрывная Функция Религиозной Пародии описывает пастафарианство как «мощный пример того, как чудовищно юмор может быть использован в качестве популярного инструмента карнавальной подрывной деятельности». Его автор оценил пастафарианство за «эпистемологическое смирение». Кроме того, сайт Бобби Хендерсона содержит многочисленные одобрения от научного сообщества. Как отметил Jack Schofield из The Guardian, "«Шутка, конечно, в том, что это, возможно, более рационально, чем теория „Разумного Замысла“».
Кейси Ласкин из Discovery Institute, продвигающего теорию «Разумного замысла», возражает против этого, говоря, что «проблема их логики в том, что РЗ — не голословное объяснение, потому что у нас есть большой опыт работы с интеллектуальными агентами, производящими исследования информационной сложности того, что мы видим в природе». Обозреватель Джефф Якоби написал в The Boston Globe, что теория «Разумного замысла» «не примитивизм, стук по Библии или Летающие Макароны. Это наука». С этим видением науки, однако, не согласилась Национальная академия наук США. Питер Галлингс из Answers in Genesis, младоземельный креационист, сказал «Как ни странно, [пастафариане], в дополнение к насмешкам над своим богом и самоиронии издеваются над движением сторонников теории „Разумного замысла“ из-за недостаточной конкретизации божества, то есть оставления возможности того, что макаронный монстр может быть тем самым создателем… Таким образом, сатира возможна потому, что движение сторонников теории „Разумного замысла“ не связано с какой-либо религией, что противоположно тому, что говорят другие критики!». Марк Коппенжер, пастор, преподающий в Южной баптистской богословской семинарии, прокомментировал: «Я рад сказать, что я думаю, что ЛММ вредит эволюционистам: насмехаясь над христианством… он усиливает правильное впечатление, что есть подлинное презрение к библейской вере в этом лагере… к тому же, пародия хромает».
12 апреля 2016 года Окружной суд штата Небраска отказал заключённому Стивену Кавано (англ. Stephen Cavanaugh) в удовлетворении иска, в котором тот пожаловался, что являясь пастафарианином не имеет возможность совершать религиозные обряды наравне с другими узниками. Судья Джон Мелвин Джеррард в своём 16-страничном решении определил: «Суд пришёл к выводу, что пастафарианство не „религия“ по смыслу соответствующих федеральных законов и догмы конституционного права. Это, скорее, „пародия“, предназначенная в качестве довода в дискуссии о науке, эволюции жизни, а также о месте религии в общественном образовании.».